# Creem
Creem fue una revista estadounidense especializada en rock 'n' roll, publicada por primera vez en marzo de 1969 por Barry Kramer y el editor fundador Tony Reay, con base en la ciudad de Detroit, Míchigan. Suspendió su producción en 1989 pero regresó en los años 1990 en forma de tabloide. Lester Bangs, citado como el "Mejor crítico de rock de América", se convirtió en editor de la revista en 1971. El término "punk rock" fue acuñado por la revista en mayo de 1971, en la columna de Dave Marsh llamada Looney Tunes.
En su portada aparecieron personalidades musicales como Grace Slick, Joan Jett, Alice Cooper, Rob Halford, Frank Zappa, David Bowie y Steven Tyler.